# 八坂神社 (飯能市下直竹)
八坂神社（やさかじんじゃ）は、埼玉県飯能市の神社。

## 歴史
創建年代は不明である。かつて当地には曹洞宗の長光寺の隠居寺の「カンショウ院」（漢字は不詳）と呼ばれる寺があった。また江戸時代後期の地誌『新編武蔵風土記稿』には、当社のことは記されていない。一方、社伝によれば、かつては「牛頭天王」と称していたという。これらのことから、カンショウ院は従来より牛頭天王を祀っており、その後の明治初期の神仏分離によって、カンショウ院は廃寺となり、祭神を牛頭天王から建速須佐之男命に変更して「八坂神社」に変更したものと推測される。
1872年（明治5年）、近代社格制度に基づく「村社」に列せられた。1884年（明治17年）、当時の高麗郡下直竹村にちなみ「直竹神社」に改称した。1907年（明治40年）の神社合祀により、周辺の7社（摂末社含む）が合祀された。その時に、旧下直竹村が合併した入間郡南高麗村にちなみ「南高麗神社」に改称した。1951年（昭和26年）、南高麗村は飯能町に合併されたのを機に、「八坂神社」の旧称に復した。

## 交通アクセス
- 路線バス成木一丁目四ツ角停留所より徒歩13分。